# Hartgas
Unter Hartgas versteht man in der elektrischen Energietechnik Materialien, die zur Löschung von Schaltlichtbögen in elektrischen Anlagen, speziell in elektrischen Leistungsschaltern eingesetzt werden.

## Funktionsweise
Wird der Lichtbogen in enge Berührung mit dem als Hartgas verwendeten Material gebracht, werden dessen Bestandteile durch die hohen Temperaturen in flüchtige Bestandteile wie Wasserstoff zersetzt. 
Hartgasschalter lassen nur eine begrenzte Anzahl Abschaltungen unter Last zu, da sich das Material abnutzt.

## Materialien
Die Materialien, die als Hartgas verwendet werden, müssen rußfrei zersetzen und dürfen keine Kriechwege für den Lichtbogen bilden. Dafür geeignet sind beispielsweise Harnstoff oder Plexiglas, aber auch andere, für diese Anwendung geeignete Materialien wie Polyamid 66. Zum Zwecke des Brandschutzes wird dem Material roter Phosphor zugesetzt.